# Wilhelm von Pochhammer (Generalleutnant)

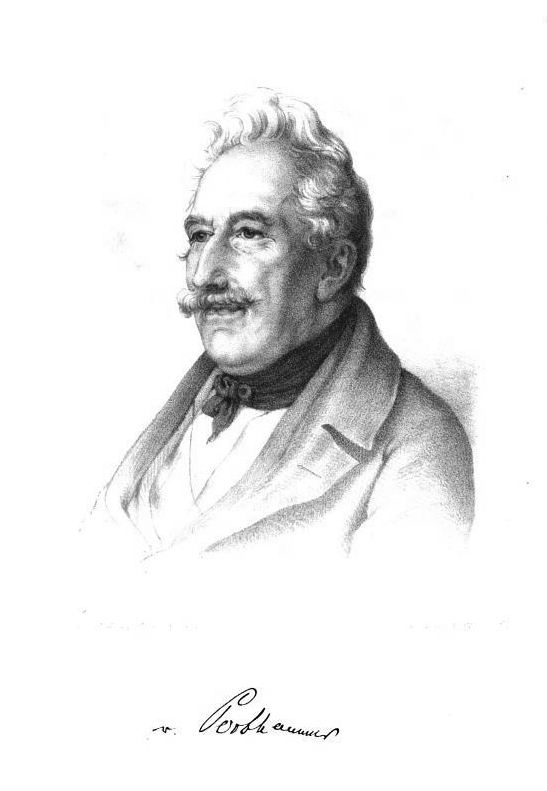
Wilhelm von Pochhammer, 1856

Karl Heinrich Wilhelm Pochhammer, ab 1836 von Pochhammer, Pseudonym Wilhelm Martell (* 25. Januar 1785 in Berlin; † 15. Februar 1856 ebenda), war ein preußischer Generalleutnant, Pomologe und Schriftsteller.

## Leben

### Herkunft
Seine Eltern waren der preußische Geheime Oberrat und Justizkommissar Georg Friedrich Pochhammer (* 13. November 1758; † 9. Januar 1839) und dessen Ehefrau Karoline Rosine Reuter.

### Werdegang
Pochhammer besuchte das Gymnasium zum Grauen Kloster. Bereits früh zeigte er belletristisches und naturwissenschaftliches Interesse. Gleichwohl unterzog er sich einer juristischen Ausbildung beim Generalfiskal Johann Friedrich Wilhelm Köhler (1753–1819), die er mit dem ersten Staatsexamen beendete. Am 10. Juni 1806 wurde er als Auskultator beim Stadtgericht Berlin vereidigt. Nachdem er eine Stelle beim Stadtgericht Berlin erhalten hatte, wurde er 1811 nach erneuter Staatsprüfung zum Assessor ernannt. Im gleichen Jahr vermählte er sich mit Henriette (1789–1861).
Ein schneller Aufstieg führte ihn über die Ämter eines Domrichters und Justiziars der Königlichen Schatullgüter und am 1. Juli 1812 auf die Stelle eine Justizrates des Stadtgerichts Berlin. Zu Beginn der Befreiungskriege trat er als Hauptmann in das Bataillon Bornstädt des 3. Kurmärkischen Landwehr-Regiments ein. Als solcher nahm er am Gefecht bei Hagelsberg sowie an den Belagerungen von Magdeburg und Wesel teil. 1814 beschloss er, Offizier in der Königlich Preußischen Armee zu bleiben. Am 6. März 1814 wurde er zum 1. Kurmärkischen Landwehr-Infanterie-Regiment versetzt und besuchte die Militärschule zu Berlin. Er kämpfte 1815 bei Wavre und Sombres. Im Gefecht bei Fleurus, einer Operation im Rahmen der Schlacht bei Ligny, erwarb sich Pochhammer durch seine militärische Leistungen besondere Verdienste, die mit der Ernennung zum Major am 2. Oktober 1815 und der Verleihung des Eisernen Kreuzes zweiter Klasse anerkannt wurden. Bald darauf nahm er am Einzug in Paris teil. Am 9. Februar 1816 kam er in den besoldeten Stamm des Berliner Landwehr-Regiments, dazu erhielt er am 10. Dezember 1816 auch noch den russischen St. Annen-Orden 2. Klasse.
Zurück in Berlin wurde er am 31. März 1819 als Bataillonskommandeur in das 22. Infanterie-Regiment nach Breslau versetzt. Seit 1825 trat er literarisch in Erscheinung, als Autor von Romanen und Erzählungen sowie eines Lustspiels. Seine weitere Militärlaufbahn beförderte ihn am 30. März 1829 in den Rang eines Oberstleutnants. Am 30. März 1832 wurde er zum Kommandeur ad Interim und am 18. Januar 1833 zum Kommandeur des 23. Infanterie-Regiments in Neiße ernannt. In Neiße begann er mit Studien in der Ornithologie. Am 9. September 1835 bzw. mit Diplom vom 10. Februar 1836 erhob ihn Friedrich Wilhelm III. in den Adelsstand. Zudem bekam er am 30. September 1835 die Brillanten zum St. Annen-Orden 2. Klasse. Am 28. Januar 1837 wurde ihm der Rote Adlerorden 3. Klasse verliehen. Am 30. März 1838 wurde er als Kommandeur der 16. Landwehr-Brigade nach Trier versetzt und am 7. April 1838 in das 23. Infanterie-Regiment aggregiert. Privat widmete er sich in dieser Zeit besonders der Rosenzucht. Am 30. März 1839 wurde er zum Generalmajor befördert. 
Am 12. September 1842 bekam er dann den Roten Adlerorden 2. Klasse mit Eichenlaub und wurde am 3. Januar 1844 zum Kommandeur der  5. Division in Frankfurt (Oder) ernannt. Am 31. März 1846 wurde er dort zum Generalleutnant befördert, am 6. März 1848 wurde er dann mit gesetzlicher Pension zur Disposition gestellt. In Frankfurt wandte er sich zunehmend der Pomologie zu. Nach seiner Verabschiedung in den Ruhestand zog er nach Berlin, wo er dem Verein für Gartenfreunde und dem Verein zur Beförderung des Gartenbaues in den Königlich Preußischen Staaten beitrat. 1854 und 1855 übernahm Pochhammer bei nationalen Ausstellungen und Versammlungen der Obstbaukunde eine führende Rolle. 1855 erschien die Schrift Ueber den Erfolg des Aufrufes an alle Pomologen und Obstzüchter Deutschlands, in der er die nationalökonomische Bedeutung des Obstbaus unterstrich. Am 15. Januar 1856 verstarb er an einem Magenleiden und wurde am 18. Februar 1856 auf dem Garnisonfriedhof in Berlin beigesetzt.
In seiner Beurteilung aus dem Jahr 1834 schrieb der General von Zieten: „Das besonders vorteilhafte Lob, welches ihm seine Vorgesetzten geben, ist auf die Achtung begründet, die derselbe sich bei Offizieren und Soldaten erworben hat, Rechtlichkeit leitet seine Handlungen. Im Dienste erfahren und wissenschaftlich gebildet, auch mit raschen Entschluß begabt, führt er das Regiment musterhaft.“

### Familie
Pochhammer heiratete am 19. September 1811 in Berlin (St. Marien) Charlotte Henriette Zöllner (* 7. September 1789; † 3. Mai 1861), die Tochter des Kanzelredners, Oberkonsistorialrats und Probstes der St. Marienkirche in Berlin, Johann Friedrich Zöllner. Das Paar hatte mehrere Kinder:
- Edmund (* 16. Juni 1812; † 23. Oktober 1891), Dr. med., Hofarzt in Potsdam ⚭ 1845 Elisabeth (Betty) Wilken (* 27. Mai 1818; † 18. Februar 1899)[4]
- Bernhard (* 1816; † 27. Januar 1817)
- Anna (* 4. Mai 1819; † 13. September 1858)
- Viktor (* 1. Mai 1821; † 11. Oktober 1890) ⚭ 1854 Bertha Frederie Luise Kolbe (* 11. Mai 1832)
- Max (* 16. Dezember 1822; † 2. Dezember 1895), Geistlicher der katholisch-apostolischen Bewegung
- Klara (* 8. Februar 1830; † 27. November 1867) ⚭ 1856 Sir George Hewett, 3. Baronet (1818–1876),[5] Eltern von Harald George Hewett

Den Säbel, den Pochhammer als Landwehroffizier in den Befreiungskriegen bekommen hatte, erhielt sein Enkel und Sohn des Viktor, der Generalmajor Erich von Pochhammer († 4. Oktober 1914), gefallen bei Bagatelle Pavillon.

## Schriften (Auswahl)
- Mondschein-Bekanntschaften, Lustspiel, Aufführung am 4. Februar 1825 im Königsstädtischen Theater, Berlin, sowie am 14. Juli 1826 im Theater Aachen.
- Victor und Claudine. Roman, 1826.
- Schloß Sternberg. Roman, 1828.
- Der Sturm, Novelle, 1830.
- Cursorius isabellinus. Novelle, 1841.
- Der lahme Hans. Eine Dorfgeschichte. Erzählung, 1842.
- Der Erbe von Thronstein. Novelle, 1843.
- Die Luisenhütte. Novelle, 1845.
- Die Sängerin. Novelle, 1846.
- Maria Remy. Eine Criminalgeschichte. Erzählung, 1848.
- Ueber den Erfolg des Aufrufes an alle Pomologen und Obstzüchter Deutschlands, 1855.